# Jan Hammer

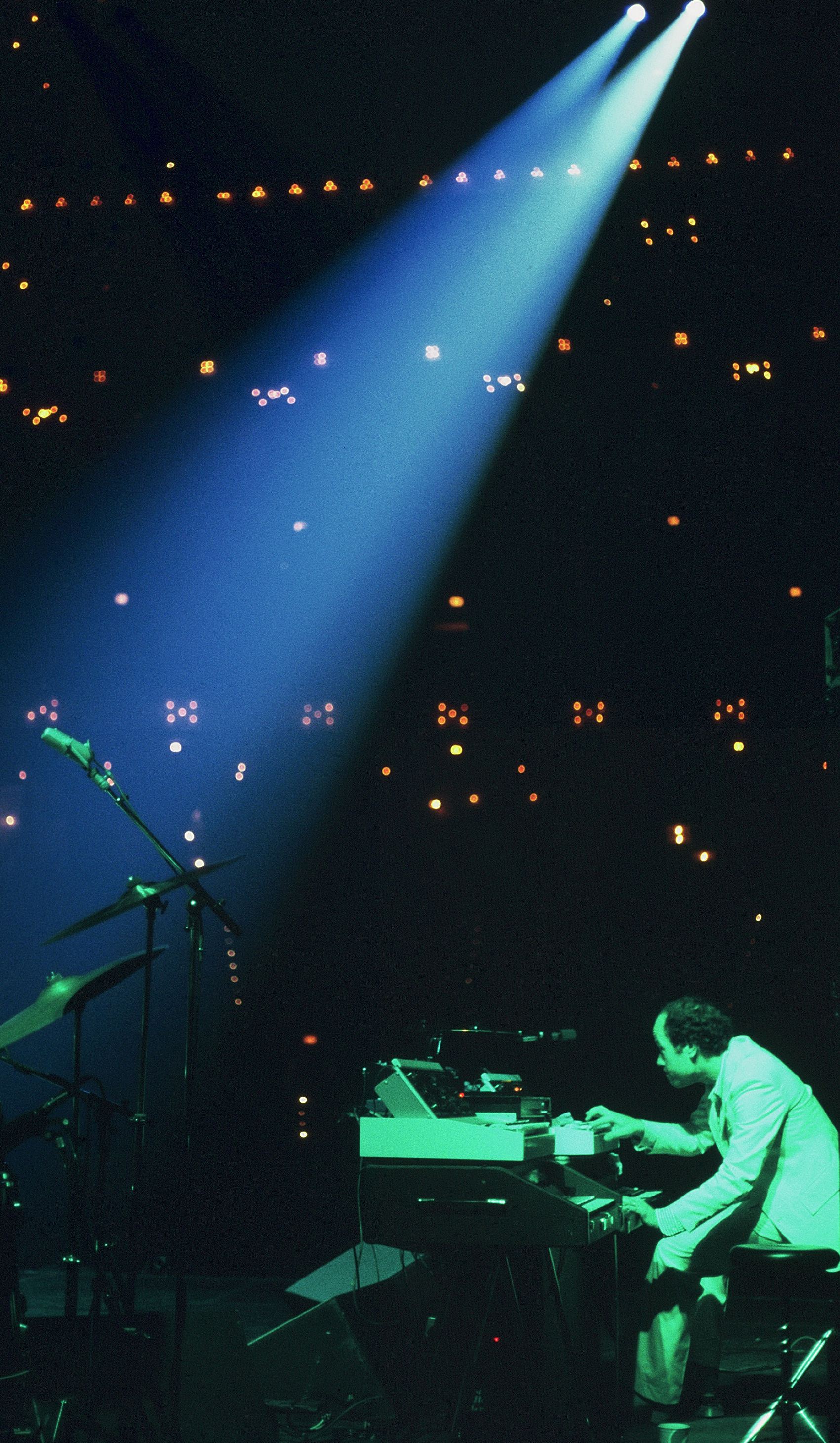
Jan Hammer (1977)

Jan Hammer (* 17. April 1948 in Prag als Jan Hamr) ist ein tschechisch-amerikanischer Jazz-Pianist und -Keyboarder. Als Filmmusiker erreichte er vor allem mit seinen Kompositionen zur Fernsehserie Miami Vice große Bekanntheit.

## Leben
Jan Hammer ist der Sohn der tschechischen Sängerin Vlasta Průchová (1926–2006) und des Kardiologen und Jazzmusikers Jan Hammer senior (1919–1989). Andrea Hammer (* 1953) ist seine Schwester. Bereits im Alter von vier Jahren begann er mit dem Klavierspielen. Als Schüler gründete er im Alter von vierzehn Jahren ein Jazz-Trio und spielte in vielen Ländern Osteuropas. Er studierte an der Prager Musikhochschule bei Emil Hlobil, bis er seine Studienzeit nach dem Prager Frühling vorzeitig beenden musste. Kurz danach zog er in die USA, wo er ein Stipendium am Berklee College of Music in Boston erhielt.
Er ist Vater eines Sohnes.

## Werk

### Frühwerk Filmmusik
Jan Hammer verfasste die Musik für den 1968 erschienenen tschechoslowakischen Märchenfilm „Die wahnsinnig traurige Prinzessin“ (Originaltitel „Šíleně smutná princezna“), die von den Hauptfiguren im Film interpretiert wird.

### In Deutschland
Im Frühjahr 1968 nahm das Jan Hammer Trio am Nachwuchswettbewerb des Österreichers Friedrich Gulda teil und kam so zu seinem ersten aufgenommenen Konzert im August 1968 im Münchner „Domicile“ Club. Die LP wurde 1970 als Jan Hammer Trio Malma Maliny veröffentlicht. Hammer blieb – vielleicht auch aufgrund der Entwicklung im Prager Frühling – in München und arbeitete mit der Schauspielerin Kai Fischer an deren ersten Album "Kai Fidelity".

### Mahavishnu Orchestra
Hammer war von 1971 bis 1973 Mitglied des Mahavishnu Orchestra und spielte gemeinsam mit John McLaughlin (Gitarre), Jerry Goodman (Violine), Rick Laird (Bass) und Billy Cobham (Schlagzeug) die viel beachteten Fusion-Platten The Inner Mounting Flame, Birds of Fire und Between Nothingness and Eternity ein. Bis zu ihrem Abschiedskonzert am 30. Dezember 1973 traten sie bei 530 Konzerten auf. Zwischenzeitlich war er jedoch an der Entstehung des Billy-Cobham-Albums Spectrum maßgeblich beteiligt. Die anschließend von ihm gegründete Jan Hammer Group erhielt großartige Kritiken, sowohl aus dem Jazz- wie auch aus dem Rockbereich. Das im Juni 1974 entstandene Album Timeless des Gitarristen John Abercrombie ist eine der seltenen Gelegenheiten, Jan Hammer als Pianisten zu hören.

### Hammer
Im Jahre 1978 nahm er das Album Black Sheep auf, auf dem er jedes Instrument selbst spielte. Aus dieser Arbeit heraus entstand die Gruppe Hammer. In diesem Jahr schrieb er außerdem drei Songs für das neue Album There and Back von Jeff Beck, das im Jahr 1980 erschien. Der von ihm geschriebene Song Star Cycle wurde zur Erkennungsmelodie der erfolgreichen britischen Fernsehserie The Tube. Als Minimoog-Spieler wirkte er 1979 beim Album Mingus von Joni Mitchell mit.

### Die frühen 1980er Jahre
Ende der 1970er bis in die frühen 1980er Jahre nahm Jan Hammer mit Al Di Meola die Alben Elegant Gypsy, Casino, Splendido Hotel und Electric Rendezvous auf. Zur selben Zeit tourte Jan Hammer mit dem Journey-Gitarristen Neal Schon unter dem Namen Schon & Hammer. Unter diesem veröffentlichte man die Alben Untold Passion (1981) und Here to Stay (1982). In den Jahren 1982 und 1983 war die Jan Hammer Band mit Carsten Bohn, Jack Bruce und Colin Hodgkinson auf Tournee in den USA und Europa.
Im Dezember 1983 spielte Hammer zusammen mit Jeff Beck bei neuen Benefiz-Konzerten in den USA für Ronnie Lanes A.R.M.S. (Action Research into Multiple Sclerosis), woran auch Jimmy Page, Eric Clapton, Joe Cocker und viele andere teilnahmen. 1984 wirkte er am ersten Solo-Album City Slicker von James Young (Styx) als Produzent und Co-Autor mit. Auch an Mick Jaggers Album She’s the Boss war er beteiligt.

### Miami Vice
Jan Hammer hatte bereits drei Soundtracks für Kinofilme und Musik für zahlreiche Dokumentationen sowie Werbespots komponiert, doch wirklich bekannt als Komponist wurde er erst durch Miami Vice.
Im Jahre 1984 erhielt er den Auftrag, das Titelthema und die Hintergrundmusik für eine neue amerikanische Krimiserie zu schreiben. Am 2. November 1985 stürmte der Miami-Vice-Soundtrack an die Spitze der Billboard-Charts. Mit mehr als vier Millionen verkaufter Kopien erhielt das Album viermal Platin in den USA.
Bei den Grammy Awards im Februar des Jahres 1986 erhielt das Miami Vice Theme zwei Preise: einen für „Beste Instrumentaldarbietung im Bereich Pop“ und einen zweiten für „Beste Instrumentalkomposition“. Außerdem erhielt Jan Hammer zwei Emmy-Nominierungen in den Jahren 1985 und 1986. Zum Jahresende 1986 wurde Jan Hammer von den Lesern der Zeitschrift Keyboard Magazine zum „Best Studio Synthesist“ gewählt.
1988 komponierte Jan Hammer die Titelmusik für die europäische Fernsehserie Eurocops.

### Ab den 1990er Jahren
In den 1990er Jahren legte Jan Hammer sein Augenmerk erneut auf Film- und Fernsehmusiken (unter anderem mit I Come in Peace, Curiosity Kills, ein Fernsehspot für Amnesty International, Knight Rider 2000, The Taking of Beverly Hills und Sunset Heat). 1995 schuf er den Soundtrack für den Pilotfilm und die dreizehn Folgen der Serie Vanishing Son. 1996 folgte die Filmmusik für A Modern Affair und In the Kingdom of the Blind the Man with One Eye Is King. Von 1996 bis 2000 schrieb er außerdem die gesamte Musik für den Sender TV Nova, den ersten kommerziellen Fernsehsender der Tschechischen Republik. 1997 komponierte er den Soundtrack für das Computerspiel Outlaw Racers (MegaMedia), 2003 bearbeitete Jan Hammer sein 1975 erschienenes Debütalbum im Auftrag von Sony Records neu und veröffentlichte eine remasterte Version davon. Im Jahre 2006 wurde er von Rapper Terrance Quaites für eine Neuaufnahme des Liedes Crockett’s Theme gewonnen. In dieser Version erreichte das Lied in Deutschland zum zweiten Mal die Charts.
2018, nach einer längeren Plattenpause, unterschrieb er bei 7Jazz, bei dem er das Album Seasons Pt. 1 veröffentlichte. Als erste Single-Auskopplung daraus wurde der Titel Miami – Night erwählt. Die Titel darauf knüpften stilistisch an seine Filmmusiken aus den 1980er Jahren an. Mit dem 2020 erschienenen Album Sketches in Jazz, das er auf seinem eigenen Label ausschließlich digital veröffentlichte, wollte er zurück zu seinen musikalischen Wurzeln gehen, die im klassischen Modern Jazz liegen.

## Diskografie

### Alben
| Jahr | Titel                                    | Höchstplatzierung, Gesamtwochen, AuszeichnungChartplatzierungen (Jahr, Titel, Platzierungen, Wochen, Auszeichnungen, Anmerkungen) | Höchstplatzierung, Gesamtwochen, AuszeichnungChartplatzierungen (Jahr, Titel, Platzierungen, Wochen, Auszeichnungen, Anmerkungen) | Höchstplatzierung, Gesamtwochen, AuszeichnungChartplatzierungen (Jahr, Titel, Platzierungen, Wochen, Auszeichnungen, Anmerkungen) | Höchstplatzierung, Gesamtwochen, AuszeichnungChartplatzierungen (Jahr, Titel, Platzierungen, Wochen, Auszeichnungen, Anmerkungen) | Höchstplatzierung, Gesamtwochen, AuszeichnungChartplatzierungen (Jahr, Titel, Platzierungen, Wochen, Auszeichnungen, Anmerkungen) | Anmerkungen                       |
| Jahr | Titel                                    | DE | AT | CH | UK | US | Anmerkungen                       |
| ---- | ---------------------------------------- | --- | --- | --- | --- | --- | --------------------------------- |
| 1975 | Like Children                            | — | — | — | — | US150 (3 Wo.)US | mit Jerry Goodman                 |
| 1977 | Jeff Beck with the Jan Hammer Group Live | — | — | — | — | US23 Gold · (15 Wo.)US | mit Jeff Beck                     |
| 1981 | Untold Passion                           | — | — | — | — | US115 (8 Wo.)US | mit Neal Schon als Schon & Hammer |
| 1983 | Here to Stay                             | — | — | — | — | US122 (12 Wo.)US | mit Neal Schon als Schon & Hammer |
| 1987 | Escape from Television                   | DE14 Gold · (23 Wo.)DE | — | — | UK34 Gold · (12 Wo.)UK | — |                                   |
| 1989 | Snapshots                                | DE44 (4 Wo.)DE | — | CH24 (2 Wo.)CH | — | — |                                   |

grau schraffiert: keine Chartdaten aus diesem Jahr verfügbar
Weitere Alben
- 1968: Maliny Maliny (Jan Hammer Trio mit George Mraz und Cees See; als MPS-Platte auch als Make Love)
- 1974: Mourners Rhapsody (mit Czesław-Niemen-Band, Rick Laird, John Abercrombie und anderen)
- 1975: Timeless (mit John Abercrombie und Jack DeJohnette)
- 1975: Jazz 2000 (Elvin Jones mit Jan Hammer, Frank Tusa, Terry Clarke, David Liebman und Gene Perla)
- 1975: Is “On the Mountain” (Elvin Jones mit Jan Hammer und Gene Perla)
- 1975: The First Seven Days
- 1976: Make Love
- 1976: Oh, Yeah? (Jan Hammer Group)
- 1977: Melodies (Jan Hammer Group)
- 1978: Live (Jan Hammer Group)
- 1979: Hammer (Hammer)
- 1979: Black Sheep (Hammer)
- 1980: Hip Address (mit David Earle Johnson)
- 1980: I Giganti del Jazz Vol. 15 (mit Jeremy Steig, Don Alias und Eddie Gomez)
- 1981: Finger Dancing (Yoshiaki Masuo mit Jan Hammer)
- 1983: The Midweek Blues (mit David Earle Johnson und John Abercrombie)
- 1985: City Slicker (James Young mit Jan Hammer)
- 1986: Fania All Stars Featuring Jan Hammer (Fania All Stars feat. Jan Hammer)
- 1993: Beyond the Mind’s Eye
- 1994: Drive
- 2000: Snapshots 1.2
- 2006: Police Quest 3 (The Kindred Soundtrack) (28 MP3-Dateien)
- 2007: Turtles – Live at Domicile 1968 (Jan Hammer Trio und Olaf Kübler)
- 2010: Live in Berlin (Stone Alliance Special Guest Jan Hammer)
- 2018: Seasons Pt. 1
- 2020: Sketches in Jazz (nur digital)

### Kompilationen
- 1986: The Early Years
- 1998: No More Lies – The Neal Schon & Jan Hammer Collection (Schon & Hammer)
- 2002: Miami Vice: The Complete Collection (2 CDs)
- 2004: The Best of Miami Vice
- 2005: Black Sheep / Hammer (2 CDs)
- 2006: The Best of Miami Vice
- 2013: Šíleně Smutná (mit Helena Vondráčková und Václav Neckář)

### Singles
| Jahr | Titel Album                              | Höchstplatzierung, Gesamtwochen, AuszeichnungChartplatzierungen (Jahr, Titel, Album, Platzierungen, Wochen, Auszeichnungen, Anmerkungen) | Höchstplatzierung, Gesamtwochen, AuszeichnungChartplatzierungen (Jahr, Titel, Album, Platzierungen, Wochen, Auszeichnungen, Anmerkungen) | Höchstplatzierung, Gesamtwochen, AuszeichnungChartplatzierungen (Jahr, Titel, Album, Platzierungen, Wochen, Auszeichnungen, Anmerkungen) | Höchstplatzierung, Gesamtwochen, AuszeichnungChartplatzierungen (Jahr, Titel, Album, Platzierungen, Wochen, Auszeichnungen, Anmerkungen) | Höchstplatzierung, Gesamtwochen, AuszeichnungChartplatzierungen (Jahr, Titel, Album, Platzierungen, Wochen, Auszeichnungen, Anmerkungen) | Anmerkungen                                                          |
| Jahr | Titel Album                              | DE | AT | CH | UK | US | Anmerkungen                                                          |
| ---- | ---------------------------------------- | --- | --- | --- | --- | --- | -------------------------------------------------------------------- |
| 1985 | Miami Vice Theme Escape from Television  | DE5 (23 Wo.)DE | AT4 (10 Wo.)AT | CH8 (9 Wo.)CH | UK5 Silber · (11 Wo.)UK | US1 (22 Wo.)US | Erstveröffentlichung: August 1985                                    |
| 1986 | Crockett’s Theme Escape from Television  | DE4 (23 Wo.)DE | AT29 (4 Wo.)AT | CH9 (11 Wo.)CH | UK2 Silber · (12 Wo.)UK | — | Erstveröffentlichung: 1986                                           |
| 1987 | Tubbs and Valerie Escape from Television | DE34 (10 Wo.)DE | — | — | UK84 (3 Wo.)UK | — | Erstveröffentlichung: September 1987                                 |
| 1988 | Forever Tonight Escape from Television   | DE62 (4 Wo.)DE | — | — | — | — | Erstveröffentlichung: Januar 1988                                    |
| 1988 | The Runner Snapshots                     | — | — | — | UK93 (4 Wo.)UK | — | Erstveröffentlichung: Dezember 1988                                  |
| 1991 | Crockett’s Theme (Remix) –               | — | — | — | UK47 (6 Wo.)UK | — | Erstveröffentlichung: Mai 1991 Jan Hammer remixed by Il Nitro        |
| 2006 | Crockett’s Theme –                       | DE52 (9 Wo.)DE | — | — | — | — | Erstveröffentlichung: 15. September 2006 Jan Hammer Project feat. TQ |

Weitere Singles
- 1976: Oh, Yeah?
- 1977: Darkness / Earth in Search of a Sun (Instrumental) / Earth (Still Our Only Home) (Track 3 mit Jerry Goodman)
- 1977: Don’t You Know (Jan Hammer Group)
- 1979: Oh, Pretty Woman
- 1983: No More Lies (mit Neal Schon)
- 1985: Finale
- 1985: Airport Swap / Golden Triangle
- 1987: Shadow in the Dark (Miami Vice, Halloween 1986)
- 1989: Too Much to Lose
- 1989: Eurocops
- 1990: Chancer (Theme from the Central Television Series)
- 1993: Seeds of Life
- 1993: Midnight
- 2010: Fairlight EP (Junkie XL feat. Jan Hammer)
- 2018: Miami – Night
- 2020: First Light
- 2021: April (2021 Cut)

### Videoalben
- 1992: Beyond the Mind’s Eye (US: ×3Dreifachplatin )

## Auszeichnungen für Musikverkäufe
| Platin-Schallplatte - Niederlande - 1987: für die Single Crockett’s Theme |

Anmerkung: Auszeichnungen in Ländern aus den Charttabellen bzw. Chartboxen sind in ebendiesen zu finden.
| Land/RegionAuszeichnungen für Musikverkäufe (Land/Region, Auszeichnungen, Verkäufe, Quellen) | Silber     | Gold     | Platin     | Verkäufe | Quellen           |
| -------------------------------------------------------------------------------------------- | ---------- | -------- | ---------- | -------- | ----------------- |
| Deutschland (BVMI)                                                                           | —          | Gold1    | —          | 250.000  | musikindustrie.de |
| Niederlande (NVPI)                                                                           | —          | —        | Platin1    | 100.000  | nvpi.nl           |
| Vereinigte Staaten (RIAA)                                                                    | —          | Gold1    | 3× Platin3 | 800.000  | riaa.com          |
| Vereinigtes Königreich (BPI)                                                                 | 2× Silber2 | Gold1    | —          | 600.000  | bpi.co.uk         |
| Insgesamt                                                                                    | 2× Silber2 | 3× Gold3 | 4× Platin4 |          |                   |